# Katbergella griseobrunnea
Katbergella griseobrunnea är en insektsart som beskrevs av Ronald Gordon Fennah 1950. Katbergella griseobrunnea ingår i släktet Katbergella och familjen vedstritar. Inga underarter finns listade i Catalogue of Life.